# 小行星5676
小行星5676（英語：5676 Voltaire）是一颗围绕太阳公转的小行星。1986年9月9日，柳德米拉·卡拉季奇在克里米亚发现了此天体。
这颗小行星的绝对星等为148.636705558284等。